# باول موريس (موسيقي)
باول موريس (بالإنجليزية: Paul Morris)‏ هو موسيقي أمريكي، ولد في 2 نوفمبر 1959 في سانتا مونيكا في الولايات المتحدة.

## وصلات خارجية
- الموقع الرسمي
- بول موريس على موقع ميوزك برينز (الإنجليزية)
- بول موريس على موقع ديسكوغز (الإنجليزية)